# 越智敏之
越智 敏之（おち としゆき、1962年 - ）は、日本の英文学者、千葉工業大学教授。

## 経歴
1962年、広島県で生まれた。早稲田大学大学院文学研究科英文学専攻修士課程を修了。千葉工業大学助教授をへて、後に同大学創造工学部教授に昇格。

## 研究内容・業績
専門は、英米文学でシェイクスピア。また、アメリカ社会。現代アメリカの文化人類学的視点のある著作の訳書も多い。

## 家族・親族
- 父：越智道雄は英語圏の社会文化研究者、翻訳家。

## 著作
著書
- 『事典・アメリカの最新ヒット商品&トレンド』中央経済社 1997
- 『魚で始まる世界史 ニシンとタラとヨーロッパ』平凡社新書 2014
- 『イギリス肉食革命 胃袋から生まれた近代』平凡社新書 2018

共著
- 『英文構造理解』相原直美・三村尚央・浜野志保・ウィリアム・フィッシャー共著、明月堂書店 2012

### 翻訳
- 『私はアメリカのイスラム教徒』アスマ・グル・ハサン（英語版）著、池田智監訳、横田由紀子・内田均共訳、明石書店 2002
- 『菊と刀 日本文化の型』ルース・ベネディクト著、越智道雄共訳、平凡社ライブラリー 2013